# Vintilă Brătianu

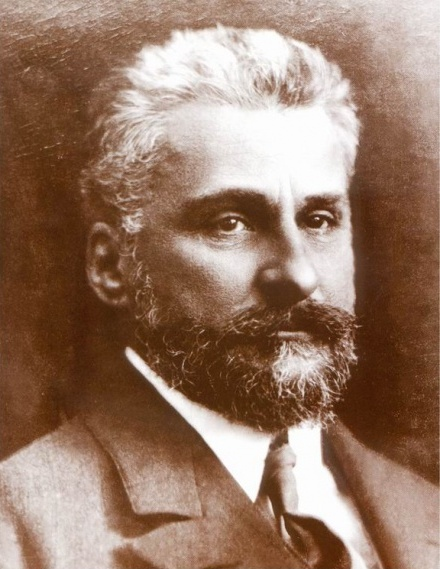
Vintilă Brătianu, ehemaliger rumänischer Finanzminister und Burgermeister von Bukarest

Vintilă Ion Constantin Brătianu (* 16. September bzw. 28. September 1867 in Florica bzw. in Bukarest, Rumänien; † 22. Dezember 1930 in Bukarest, Rumänien) war ein liberaler rumänischer Politiker.
Vintilă war der jüngste der drei Söhne des rumänischen Ministerpräsidenten Ion Constantin Brătianu und somit Bruder von Ionel Brătianu und Constantin „Dinu“ Brătianu. Zunächst erhielt er eine Ausbildung zum Ingenieur und arbeitete in der Verwaltung der Erdölindustrie, 1907 wurde er Oberbürgermeister von Bukarest. Wie sein Vater so war auch sein Bruder Ionel seit 1909 wiederholt zum Ministerpräsidenten gewählt bzw. ernannt worden, und in den Kabinetten seines Bruders wurde Vintilă seit 1916 wiederholt Minister. Im August 1916 wurde er zunächst Kriegsminister (und Rumänien trat unmittelbar darauf in den Ersten Weltkrieg ein) und blieb es bis Juli 1917 (ohne dass er die rumänische Niederlage und die deutsch-österreichisch-ungarisch-bulgarische Besetzung des Landes hatte verhindern können), danach bis Januar 1918 Rüstungsminister. Von 1922 bis 1926 und nochmals ab 1927 war er Finanzminister. Nach Ionels Tod wurde er dessen Nachfolger als Ministerpräsident und als Vorsitzender der bereits von ihrem Vater gegründeten National-Liberalen Partei (Partidul Național Liberal), mit der Vintilă jedoch 1928 die Wahlen gegen Iuliu Maniu und dessen Bauernpartei verlor.
Vintilă Brătianus Politik zielte vor allem auf den Schutz des einheimischen Finanzkapitals vor ausländischem Monopolkapital ab, zu diesem Zweck hatte er 1905 das sogenannte „Durch-uns-selbst“-Programm initiiert (Rumänisch: Prin noi înşine!). Seine Familie bzw. Partei war ein Hauptaktionär der Rumänischen Nationalbank. Vintilăs liberaler wirtschaftspolitischer Kurs wurde nach seinem Tode von Ion Duca weitergeführt, der ihm als Parteichef folgte. Vintilăs Neffe Gheorghe Brătianu (Ionels Sohn) jedoch spaltete daraufhin einen Teil der Partei ab und vertrat mit seiner eigenen Partidul Național Liberal – Brătianu einen wesentlich konservativeren bzw. profaschistischen Kurs.